# Theology Today
 Theology Today  è una rivista accademica trimestrale pubblicata dalla SAGE Publications (precedentemente dalla Westminster John Knox) per conto del Seminario Teologico di Princeton.

## Storia
Il primo numero di Theology Today uscì in stampa nell'aprile del 1944. L'editoriale "Our Aims", del fondatore John A. Mackay, presidente del Seminario Teologico di Princeton, esponeva gli obiettivi della rivista adottati dal suo comitato editoriale, che erano:
- "Contribuire al ripristino della teologia nel mondo odierna come scienza somma, necessaria sia alla religione che alla cultura per il loro rinnovamento";
- "Studiare le realtà fondanti della fede e della vita cristiana, ed esporre il loro significato in un linguaggio chiaro e appropriato";
- "Esplorare nuovamente le verità riscoperte dalla Riforma protestante, in particolare la tradizione nota come Riformata, anche al fine di evidenziarne la rilevanza nei problemi contemporanei della Chiesa e della società";
- "Fornire un organo ne l quale i cristiani la cui fede è radicata nella rivelazione biblica di Dio e in Gesù Cristo, e che sono impegnati nelle diverse sfere dell'attività intellettuale, possano inttegrare alla luce di Dio le proprie intuizioni circa la vita dell'uomo, per poter interpretare la nostra condizione umana e sviluppare una filosofia di vita cristiana!.[1]

Dopo sette anni la rivista "raggiunse un posto consolidato nell'ambito del pensiero religioso", Hugh Thomson Kerr assunse il ruolo di editore, mentre Mackay divenne presidente del comitato editoriale.
Dopo il Concilio Vaticano II, caddero le barriere con il mondo evangelico e la rivista assunse cattolici romani nel proprio comitato editoriale, ai quali si aggiunse la collaborazione regolare di autori e recensori esterni.
Il direttore è Gordon S. Mikoski, docente del Princeton Theological Seminar.